# Atlantida (roman)
Atlantida (în franceză L'Atlantide) este un roman fantastic al scriitorului francez Pierre Benoit, publicat în februarie 1919. A fost tradus în limba engleză în 1920 ca Atlantida. 
L'Atlantide a fost al doilea roman al lui Benoit, după Koenigsmark, și a primit Marele Premiu al Academiei Franceze. 
Traducerea în engleză a fost publicată pentru prima dată în Statele Unite ale Americii ca un foileton în revista Adventure.
Povestea a inspirat mai multe filme.

## Rezumat
Este anul 1896 în Sahara algeriană franceză. Doi ofițeri, André de Saint-Avit și Jean Morhange investighează dispariția colegilor lor ofițeri. Ei sunt drogați și răpiți de un războinic tuareg, procuratorul monstruoasei regine Antinea.
Antinea, urmașă a conducătorilor Atlantidei, are un zid într-o peșteră cu 120 de nișe sculptate în el, câte una pentru fiecare dintre iubiții ei. Doar 53 au fost umplute; când toate cele 120 vor fi pline, Antinea se va așeza pe un tron în centrul peșterii și se va odihni pentru totdeauna. Saint-Avit nu poate rezista farmecelor lui Antinea. Prin voința ei, el îl ucide pe asexualul Morhange. În cele din urmă, este capabil să fugă și să iasă viu din deșert.

## Inspirație
După unii, Pierre Benoit a fost inspirat, pentru personajul Antineii, de regina berberă Tin Hinan⁠(d).
În roman, Pierre Benoit se bazează și pe amintirile tinereții sale. Ca fiu de colonel, și-a petrecut primii ani în Tunisia, unde a fost detașat tatăl său, apoi a urmat școala în Algeria. În Algeria, Pierre Benoit a îndeplinit și serviciul militar. Într-un articol din L'Écho de Paris⁠(d) din 2 februarie 1920, Pierre Benoit a explicat:
Din 1892 până în 1907, am locuit în Tunisia și în Algeria. Încă din copilărie, am auzit vorbindu-se de tuaregi, iar imaginația mea era trezită de anumite povești sumbre, în special cea a unei misiuni în centrul Africii a doi francezi dintre care doar unul s-a întors, fără ca nimeni vreodată să afle cum a pierit tovarășul său. Aceasta este ideea care stă la baza „Atlantidei”, nu există alta."
Această declarație a urmat unei acuzații formulate de recenzorul Henry Magden din octombrie 1919 cum că Benoit ar fi plagiat romanul Ea (1887) al lui Sir Henry Rider Haggard. În procesul care a urmat pentru calomnie, Benoit a declarat că acest lucru este neadevărat, deoarece nu putea nici să vorbească, nici să citească engleza. Într-adevăr, nicio traducere în franceză a cărții lui Haggard nu era disponibilă la momentul respectiv.

## Adaptări cinematografice
Prima adaptare cinematografică, Atlantida a fost realizată în 1920 (și lansată în 1921), în regia lui Jacques Feyder.
În perioada 1932-1933, renumitul regizor german G. W. Pabst⁠(d) a realizat trei filme bazate pe roman, câte unul în germană, franceză și engleză, așa cum se obișnuia la începutul și mijlocul anilor 1930. Au fost intitulate Die Herrin von Atlantis, L'Atlantide și, respectiv, Stăpâna Atlantidei (The Mistress of Atlantis).
O versiune cinematografică americană a poveștii a fost lansată în 1949 sub titlul Siren of Atlantis, cu María Montez⁠(d) în rol principal.
Filmul peplum, realizat în Italia, Hercules cucerește Atlantida (Ercole alla conquista di Atlantide, 1961), regizat de Vittorio Cottafavi, s-a inspirat în mare parte pe intriga și personajele cărții, regina Antinea îl prinde pe Hercule și pe tovarășul său Androcles și îi întemnițează în palatul ei subteran căptușit cu roșu. Androcles preia rolul lui Saint-Avit și încearcă să-l ucidă pe Hercule, care (nesurprinzător) este capabil să reziste vicleniei Antineei și în cele din urmă rezolvă situația. Filmul încorporează o temă anti-nucleară⁠(d) și a fost lăudat de critici drept unul dintre cele mai bune filme peplum. Cu toate acestea, titlul său alternativ din SUA – Hercules și femeile captive (Hercules and the Captive Women) – arată clar publicul pe care se aștepta să îl atragă. 
Un alt film italian, comedia Totò sceicco⁠(d) (1950) cu Totò, este o parodie a poveștii (și în special a filmului din 1949 Siren of Atlantis).
O coproducție europeană, Antinea, l'amante della città sepolta, filmată în 1961, a fost regizată de Edgar G. Ulmer, care l-a înlocuit pe Frank Borzage,⁠(d) bolnav.
Un film de televiziune francez din 1972 L'Atlantide⁠(d) a fost regizat de Jean Kerchbron.
În 1992, a fost produsă o altă adaptare cinematografică a romanului, L'Atlantide, regizat de Bob Swaim⁠(d) și cu Tchéky Karyo⁠(d), Jean Rochefort, Anna Galiena⁠(d) și celebrul actor spaniol, Fernando Rey.
Un facsimil al traducerii în engleză din 1920 a fost publicat de Bison Books sub titlul Regina Atlantidei în 2005.